# Жеведь, Илья Михайлович
Илья́ Миха́йлович Же́ведь (укр. Ілля Михайлович Жеведь, позывной — Жим; 8 ноября 1984, Старый Самбор) — украинский военнослужащий, главный сержант, участник российско-украинской войны. Герой Украины (2024).

## Биография
Родился 8 ноября 1984 года в городе Старый Самбор Львовской области. После окончания школы обучался на юридическом факультете Львовского государственного университета внутренних дел. До начала военной службы работал на различных должностях, включая инкассатора.
С началом российской агрессии в 2014 году вступил в добровольческий батальон МВД «Киев-1» и принимал участие в АТО на востоке Украины. С 2017 года служит в 4-й бригаде оперативного назначения «Рубеж» Национальной гвардии Украины, где занимал должности гранатометчика и главного сержанта разведывательного взвода.
С началом полномасштабного вторжения России в Украину в 2022 году находился на Луганщине. В июне 2022 года его подразделение успешно отразило наступление превосходящих сил противника в Донецкой области. В марте того же года, попав в засаду, Жеведь организовал оборону, уничтожил вражескую бронетехнику и около десяти оккупантов. При этом он прикрыл своим телом раненого товарища, получил огнестрельное ранение руки, но продолжал вести огонь, обеспечив эвакуацию раненого.
В марте 2023 года получил тяжелые ранения ног в результате подрыва на мине. После длительного лечения и восстановления, по состоянию на конец 2024 года, занимал должность главного сержанта Северного Киевского территориального управления Национальной гвардии Украины.

## Награды
- Звание «Герой Украины» с удостоением ордена «Золотая Звезда» (23 февраля 2024) — за личное мужество и героизм, проявленные в защите государственного суверенитета и территориальной целостности Украины, верность военной присяге[2].
- Орден Богдана Хмельницкого III степени (5 июня 2022) — за личное мужество и высокий профессионализм, проявленные в защите государственного суверенитета и территориальной целостности Украины, верность военной присяге[3].